# Кочкожаров, Геннадий Николаевич
Геннадий Николаевич Кочкожаров (род. 20 марта 1941) — советский и российский актёр театра и кино, артист МХАТа им. М. Горького (с 1964) народный артист Российской Федерации (1998).

## Биография
Родился 20 марта 1941 года.
Обучался в мастерской П.Массальского, в Школе-студии МХАТ, в 1964 году был принят в труппу Московского Художественного театра.
Геннадий Кочкожаров наиболее известен по ролям в фильмах «Случай из следственной практики» (1968), «Белый Бим Чёрное ухо» (1977) и «Штрихи к портрету В. И. Ленина» (1967).
Заслуженный артист РСФСР (22.06.1989). Народный артист России (23.10.1998).
В настоящее время Геннадий Кочкожаров — один из ведущих артистов МХАТа им. М. Горького под руководством Татьяны Васильевны Дорониной.